# 陽光電台不打烊
《陽光電台不打烊》（英語：Radio! Ready Oh!）2020年公視人生劇展戲劇，威電影娛樂製作有限公司首部長片，全劇由洪子鵬編劇及執導，以知名電台廣播主持人馬克與瑪麗為原型而改編，正聲廣播電台台中台協助拍攝。2020年1月6日開鏡，1月16日殺青。2020年10月10日桃園電影節首映，2020年10月18日於公視播出。

## 播出時間
| 頻道/影音 | 所在地 | 播出日期                     | 播出時間 |
| --------- | ------ | ---------------------------- | -------- |
| 公視主頻  | 臺灣   | 2020年10月18日 2023年6月18日 | 22:00    |

## 演員列表

### 主要演員
| 演員   | 角色            | 簡介 |
| ------ | --------------- | --- |
| 林雨葶 | 蕭音鈴 （小林） | 走錯公司的新人 30歲，從學生時期以來就沒什麼存在感，對於自己總是沒有自信，每次要認真說話時就會想嘔吐。在跨年的這天，原想面試學長介紹的公司卻陰錯陽差進入陽光電台。                   |
| 劉亮佐 | 楊崇光          | 陽光電台台長 59歲，陽光電台創台以來的第三任台長，熱愛電台，總是述說著二十年前一位小男孩聽眾的故事，認為廣播人就算自己聲音再小都一定會有人聽到。在跨年夜被老闆告知電台要關閉的消息。 |
| 海裕芬 | 琪姐            | 陽光電台招牌節目「琪姐Brunch（不讓娶）」的主持人 堅決不透露年齡的資深廣播人，對於社會議題總是犀利批評。熱愛廣播，認為話說不好沒關係，傾聽才是最重要的。                             |
| 黃鐙輝 | 傑克            | 陽光電台兩性節目「男女交叉點」的主持人之一 獨特的風格總是跟搭檔瑪尼合不來，想要開立屬於自己的講古節目。                                                                             |
| 莊雨潔 | 瑪尼            | 陽光電台兩性節目「男女交叉點」的主持人之一 與搭檔傑克總是合不來，覺得傑克是個沒有內涵的台客草包。外型打扮酷炫的她，跟聽眾間有個祕密，希望觀眾能了解現在的瑪尼。                     |
| 黃騰浩 | 阿騰            | 陽光電台音樂節目「今夜心騰你」的主持人 在電台沒有存在感，喜歡拿著器材在電台到處收音。認為沒有存在感也是種不可或缺的存在。                                                           |
| 林鶴軒 | 阿洛            | 陽光電台的總務技術人員 負責電台所有除了主持以外的工作，與瑪尼是好友，有件事想跟瑪尼說卻一直說不出口。打算在跨年夜用煙火告白。                                                       |

### 其他演員
| 演員   | 角色           | 簡介                                               |
| ------ | -------------- | -------------------------------------------------- |
|        | 小林的學長     | 太陽企業員工，介紹小林到太陽企業面試。             |
| 張可昀 | 吳美麗         | KK的經紀人，高中時曾邀請蕭音鈴一起參加才藝表演。   |
| 派翠克 | KK             | 到電台參加節目訪談的偶像。                         |
| 蔡哲文 | 天尊           | 救世會精神領袖，戴著鹿頭套。                       |
| 盧彥澤 | 救世會大師兄   | 因為不滿琪姐在節目中批評救世會而來到陽光電台抗議。 |
| 黃建智 | 救世會弟兄姊妹 | 因為不滿琪姐在節目中批評救世會而來到陽光電台抗議。 |
| 李晉廷 | 救世會弟兄姊妹 | 因為不滿琪姐在節目中批評救世會而來到陽光電台抗議。 |
| 楊琇雯 | 救世會弟兄姊妹 | 因為不滿琪姐在節目中批評救世會而來到陽光電台抗議。 |
| 吳海寧 | 救世會弟兄姊妹 | 因為不滿琪姐在節目中批評救世會而來到陽光電台抗議。 |
| 蔡頤榛 | 太陽企業學姊   | 太陽企業員工，希望學長趕快介紹新人進公司。         |
| 林唐玄 | 太陽企業學長   | 太陽企業員工，希望學長趕快介紹新人進公司。         |
| 孫鑠仁 | 梁董           | 陽光電台的老闆                                     |
| 孫艾馨 | 梁董女兒       | 電台聽眾                                           |
| 張翰揚 | 評審           | 高中才藝比賽評審                                   |
| 翁明宏 | 評審           | 高中才藝比賽評審                                   |
| 游濟維 | 觀眾           |                                                    |
| 許世明 | 卡車司機       | 電台聽眾                                           |
| 黃小秀 | 重考生         | 電台聽眾                                           |
| 張志杰 | 警察           |                                                    |
| 衛柔安 | 表演才藝同學   |                                                    |
| 游佳穎 | 表演才藝同學   |                                                    |
| 黃采儀 | 媽媽           | 兒子是陽光電台台長節目的忠實聽眾                   |

## 備註
1. ↑  正聲廣播電台台中台台長

## 外部連結
- 官方网站 ─ 公視人生劇展
- 官方网站 ─ 桃園電影節
- 陽光電台不打烊的Facebook專頁
- 公視人生劇展的Facebook專頁